# Östra Gångborstjärnarna
Östra Gångborstjärnarna är en sjö i Ovanåkers kommun i Hälsingland och ingår i Ljusnans huvudavrinningsområde.